# Кено, Раймон
Раймо́н Кено́ (фр. Raymond Queneau; 21 февраля 1903 — 25 октября 1976) — французский писатель, поэт, эссеист, переводчик, участник сюрреалистического движения, один из основателей УЛИПО (Мастерской Потенциальной Литературы или Управления ЛИтературной ПОтенциальностью), Трансцендентальный Сатрап Коллежа патафизики, директор «Энциклопедии Плеяды».

## Биография
Раймон Кено родился в Гавре в 1903 году, в семье коммерсантов. Окончил лицей в Гавре, после чего изучал философию в Сорбонне и в Практической школе высших исследований. В числе его преподавателей был Александр Кожев.
C 1924 года Кено сближается с сюрреалистами, но в 1929 году порывает с ними.
После путешествия в Грецию в 1932 году публикует свой первый роман «Le Chiendent», за который получает Премию двух маго.
После временной работы банковским служащим и продавцом устраивается переводчиком в издательство «Галлимар». Позднее, в 1941 году, он станет генеральным секретарём издательства.
В 1942 году выходит роман «Pierrot mon ami», который приносит писателю успех.
С 1945 года Кено занимается журналистикой и работает на радио. В 1947 году выходят знаменитые «Упражнения в стиле»: 99 стилистических вариаций на заданную тему. В 1948 году Кено вступает в Математическое общество Франции.
В 1950 году Кено становится членом Коллежа Патафизики. В 1951 году его избирают в члены Гонкуровской академии. С 1954 года Кено — директор «Энциклопедии Плеяды», которую издаёт «Галлимар».
В 1959 году «Галлимар» публикует роман «Зази в метро», который впоследствии станет самым известным произведением Кено.
В 1960 году Кено, совместно с математиком Франсуа Ле Лионне, учреждает группу OULIPO («Мастерская потенциальной литературы»), которая исследует и разрабатывает возможности литературы формальных ограничений. В 1961 году выходит его сборник сонетов «Сто тысяч миллиардов стихотворений».
Раймон Кено умер 25 октября 1976 года от рака лёгких.

## Творчество
В своём творчестве Кено осуществляет эксперименты в литературном построении и письме: использует фонетический т. н. «ново-французский» язык, разговорную и жаргонную лексику, архаизмы и неологизмы, а также разрабатывает целую систему «литературных протезов» — сознательно заданных формальных ограничений (палиндромов, липограмм, анаграмм и т. д.), стимулирующих авторское воображение и позволяющих отказаться от штампов и стереотипов. В разнообразных по жанрам произведениях Кено — от математических шарад до философских эссе — всегда остаются неизменными чувство юмора (цитирования, пародии, заимствования и мистификации) и виртуозная игра со словом.

### Романы
- Le Chiendent, 1933;
- «Последние дни» (фр. Les Derniers jours), 1936;
- «Одиль» (фр. Odile), 1937;
- Les enfans du limon, 1938;
- «Суровая зима» (фр. Un Rude Hiver), 1939;
- Pierrot mon ami, 1942;
- «Вдали от Рюэйля» (фр. Loin de Rueil), 1944
- «С ними по-хорошему нельзя» (фр. On est toujours trop bon avec les femmes), 1947;
- «День святого Жди-не-жди» (фр. Saint-Glinglin), 1948;
- «Интимный дневник Салли Мара» (фр. Journal intime de Sally Mara), 1950;
- «Зази в метро» (фр. Zazie dans le métro), 1959; (Зази в метро. Экранизация 1960 года, реж. Луи Маль. Фр. Ит)
- «Голубые цветочки» (фр. Les Fleurs bleues), 1965;
- Le Vol d’Icare, 1968.

### Стихотворные сборники
- Chêne et Chien, 1937;
- Les Zieux, 1943;
- Loin de Rueil, 1944;
- Bucoliques, 1947;
- L’Instant fatal, 1948;
- Petite cosmogonie portative, 1950;
- Si tu imagines, 1952;
- Le Chien à la mandoline, 1958;
- Le Chant du styrène, 1958;
- «Сто тысяч миллиардов стихотворений» (фр. Cent mille milliards de poèmes), 1961;
- Courir les rues, 1967;
- Battre la campagne, 1968;
- Fendre les flots, 1969;
- Morale élémentaire, 1975.

### Эссе
- Les Enfants du limon, 1938;
- «Упражнения в стиле» (фр. Exercices de style), 1947 (1963);
- Bâtons, Chiffres et Lettres, 1950 (1965);
- Aux Confins des Ténèbres, les fous littéraires, 2002.

### Переводы на русский язык
- «Зази в метро» (1959). М.: Моск.рабочий, 1992. Пер. М. Голованивской, Е. Э. Разлоговой. Под ред. Н. Ржевской.
- «Упражнения в стиле». М.: Има-пресс, 1992. Пер. М. Голованивской
- «Голубые цветочки» (1965). М.: Изд-во им. Сабашниковых, 1994. Пер. И. Волевич.
- «Одиль» (1937) М.: Палимпсест, Республика. 1995.
- «Суровая зима» (1939). М: «Комментарии», 4, 1995. Пер. Ж. Петивер.
- Избр.соч. в 2 тт. Спб: Симпозиум. Т.1: «С ними по-хорошему нельзя» (1947). «Интимный дневник Салли Мара» (1950). Пер. В.Кислова, т.2. «Упражнения в стиле». Пер. В.Кислова. «Зази в метро». Пер. Л. Цывьяна. «Голубые цветочки». Пер. И.Волевич. Рассказы. Пер. В.Кислова, А.Захаревич, А.Миролюбовой.
- «Сто тысяч миллиардов стихотворений» (1961). М.: Грантъ, 2002. Пер. Т. Бонч-Осмоловской.
- «День святого Жди-не-жди» (1948). М.: Текст, 2003. Пер. В. Кислова.
- «Образцовая история» // СПб.: «Коллегиум» 1-2, 2004. Пер. В. Кислова.
- Стихи// Поэзия французского сюрреализма. СПб: Амфора, 2003, с.285-296,433-435.
- «Вдали от Рюэйля» М.: Флюид, 2007. Пер. В.Кислова.
- Упражнения в стиле. Пер. Т. Бонч-Осмоловской // Т. Бонч-Осмоловская, С. Федин, С. Орлов. Занимательная риторика Раймона Кено. М.: Либроком, 2009.
- «Последние дни» М.: АСТ, Астрель, 2010. Пер. А. Захаревич.
- «Из современной французской поэзии». Сборник под ред. Е. Эткинда. М.: Прогресс, 1973 (пер. М.Кудинова, стихотворения из сборников «Если ты думаешь», «Пес с мандолиной», «Прогулки по городу», «Деревенские прогулки», «По волнам», также в журнале «Иностранная литература», № 8, 1970, сс.162-171). На стихи Кено в этом переводе рок-группа «Странные игры» создала несколько песен, принесших ей известность.
- «Дети праха». Б. м.: Salamandra P.V.V., 2021.